# Лаутенбах
Лаутенбах (нім. Lautenbach) — громада в Німеччині, знаходиться в землі Баден-Вюртемберг. Підпорядковується адміністративному округу Фрайбург. Входить до складу району Ортенау.
Площа — 21,55 км2. Населення становить 1901 ос. (станом на 31 грудня 2020).